# Moral (film, 1920)
Pour les articles homonymes, voir Moral.
Moral est un film allemand réalisé en 1920 par Eugen Illés (it).

## Fiche technique
- Scénario : Alfred Mayer-Eckhardt, d'après le roman éponyme d'Artur Landsberger

## Distribution
- Ernst Rückert
- Arthur Bergen
- Fred Kronström
- Leontine Kühnberg
- Rose Lichtenstein
- Rosa Valetti